# Изобразительное искусство моче
Изобрази́тельное иску́сство мо́че — это историко-региональный тип искусства народа Южной Америки моче (мочика), существовавшего в I—VIII веках на территории современного Перу. Наличие большого количества предметов материальной культуры этого народа позволяет судить об истории моче, культуре, мировоззрении людей, составлявших этот народ. Моче не оставили после себя письменных источников, поэтому по сей день культура народа, в частности — изобразительное искусство, остаётся единственным достоверным источником, на который опираются историки и археологи, изучающие эту культуру.

## Специфика изобразительного искусства моче
Мастера моче создали большое количество предметов искусства, ныне представленных в музеях и частных коллекциях всего мира. Только в коллекции перуанца Рафаэля Ларко Ойле собрано около 60 тысяч экспонатов. Кроме мелких статуэток, керамики и ювелирных изделий мастера создавали прекрасные цветные росписи на стенах и потолках своих храмов (например, в Храме Луны). Многие из них изображают быт людей, сцены семейной, религиозной жизни, войны, реалистично передавая чувства, заложенные автором. Среди гримас портретных фигурок, изображений и сосудов всегда можно различить гнев, озадаченность, боль, переживания, удивление и многое другое.
Для искусства мочика характерно изображение сексуальных сторон жизни общества, что наиболее хорошо видно на примере миниатюрных фигурок, изображающих эротические сцены и сексуальные игры людей и животных. Часто среди статуэток встречаются и такие, где можно отчётливо видеть откровенные сцены фелляции, мастурбации и анального секса.

## Керамика
Наиболее часто среди изделий моче встречается керамика. Фантазия мастеров в этом виде их деятельности не имеет границ: спектр сюжетов охватывает все известные стороны жизни, включая мифологию и быт.
Изображения мифических существ в виде росписи на посуде встречается повсеместно. Обычно это невообразимые существа, похожие на зверей, обитающие в воздухе, на земле и под водой. Наиболее часто встречается Рекуай — мифический зверь, представленный в облике разных представителей хищников семейства кошачьих, обитающих в Андах.
Форменные портретные фигурки людей, выполненные в виде сосудов, сложно сравнить с аналогичными в других культурах доколумбовой Америки. Чёткость изображения, многоликость и непохожесть, а также мастерство работы не дают поверить, что их применение исключительно бытовое, поскольку каждая из них больше похожа на статуэтку для украшения жилища.

## Галерея

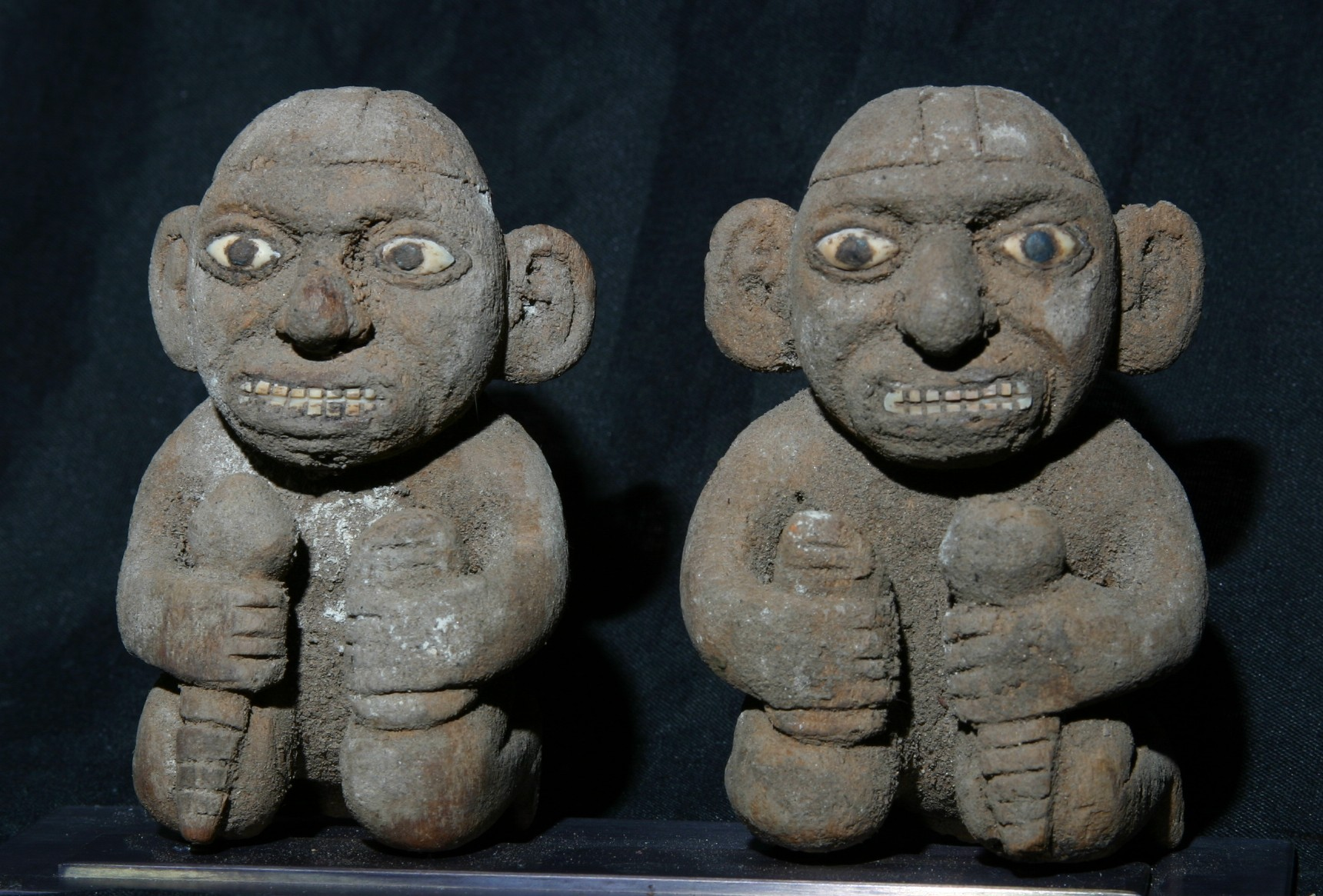
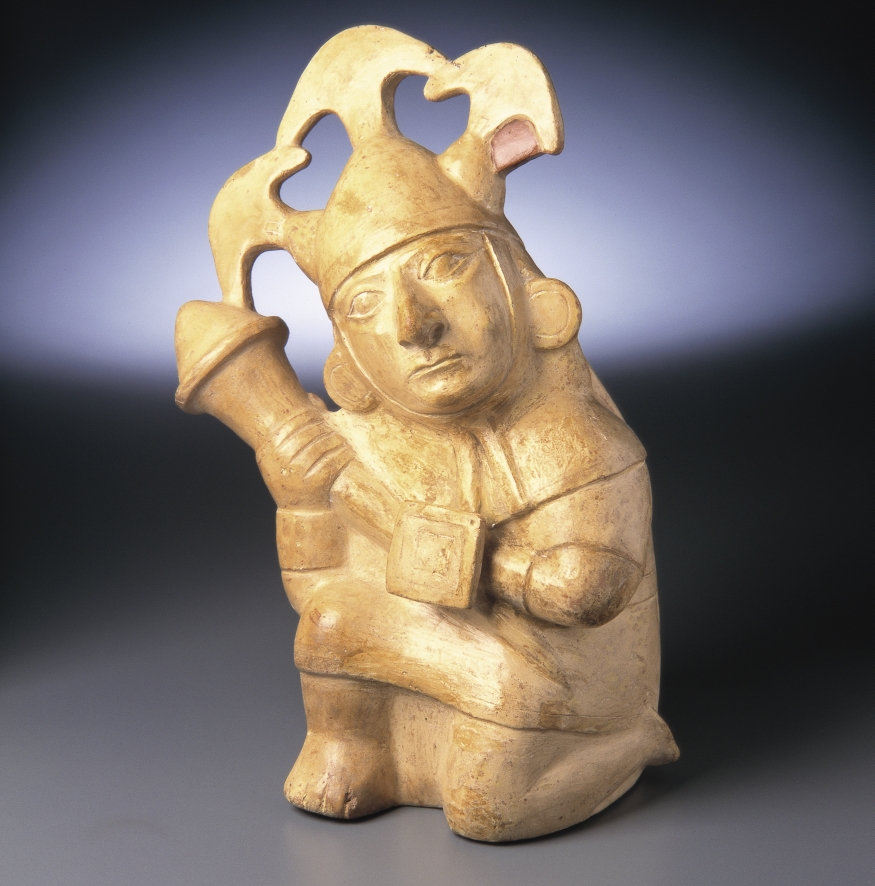
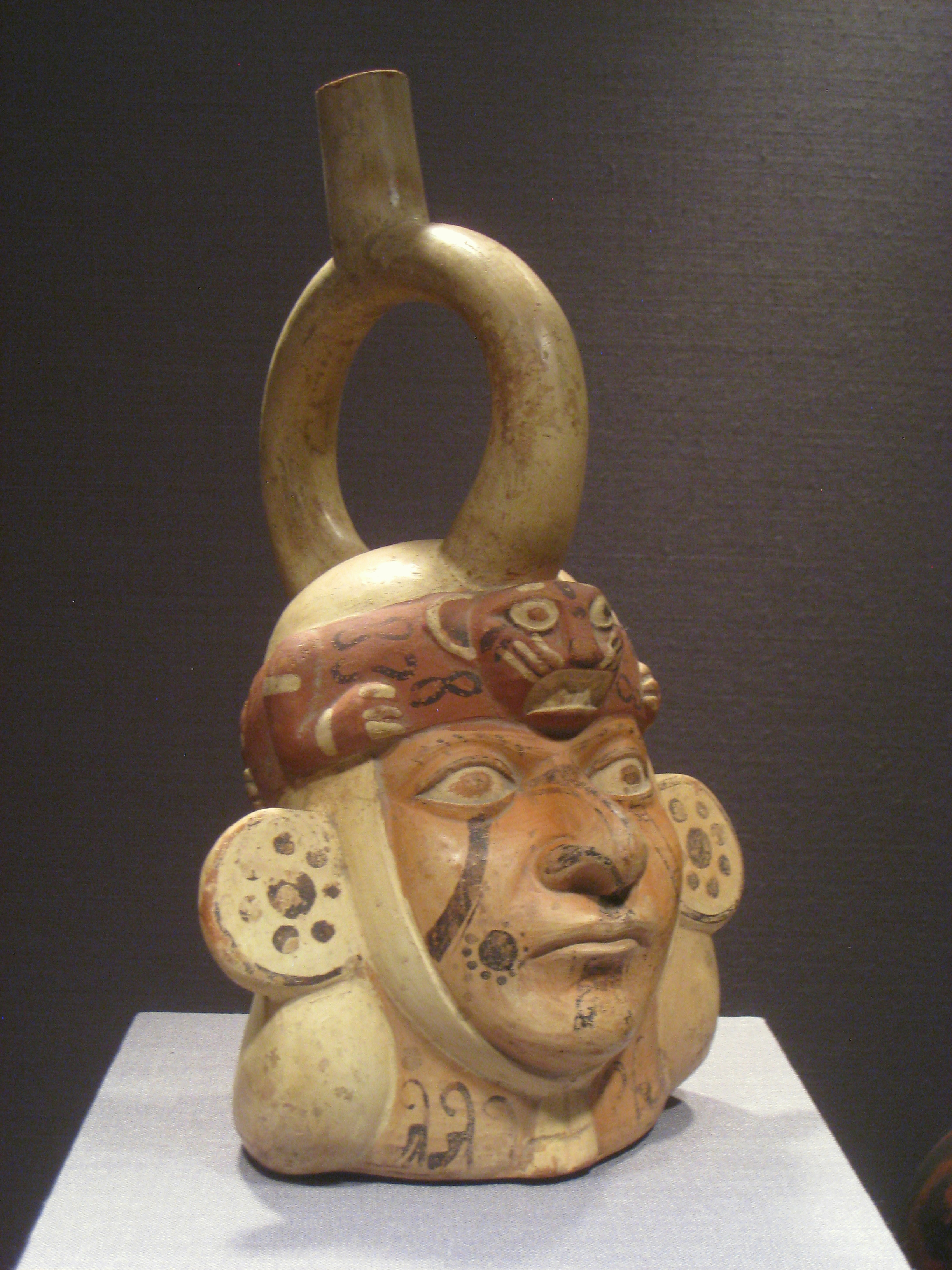
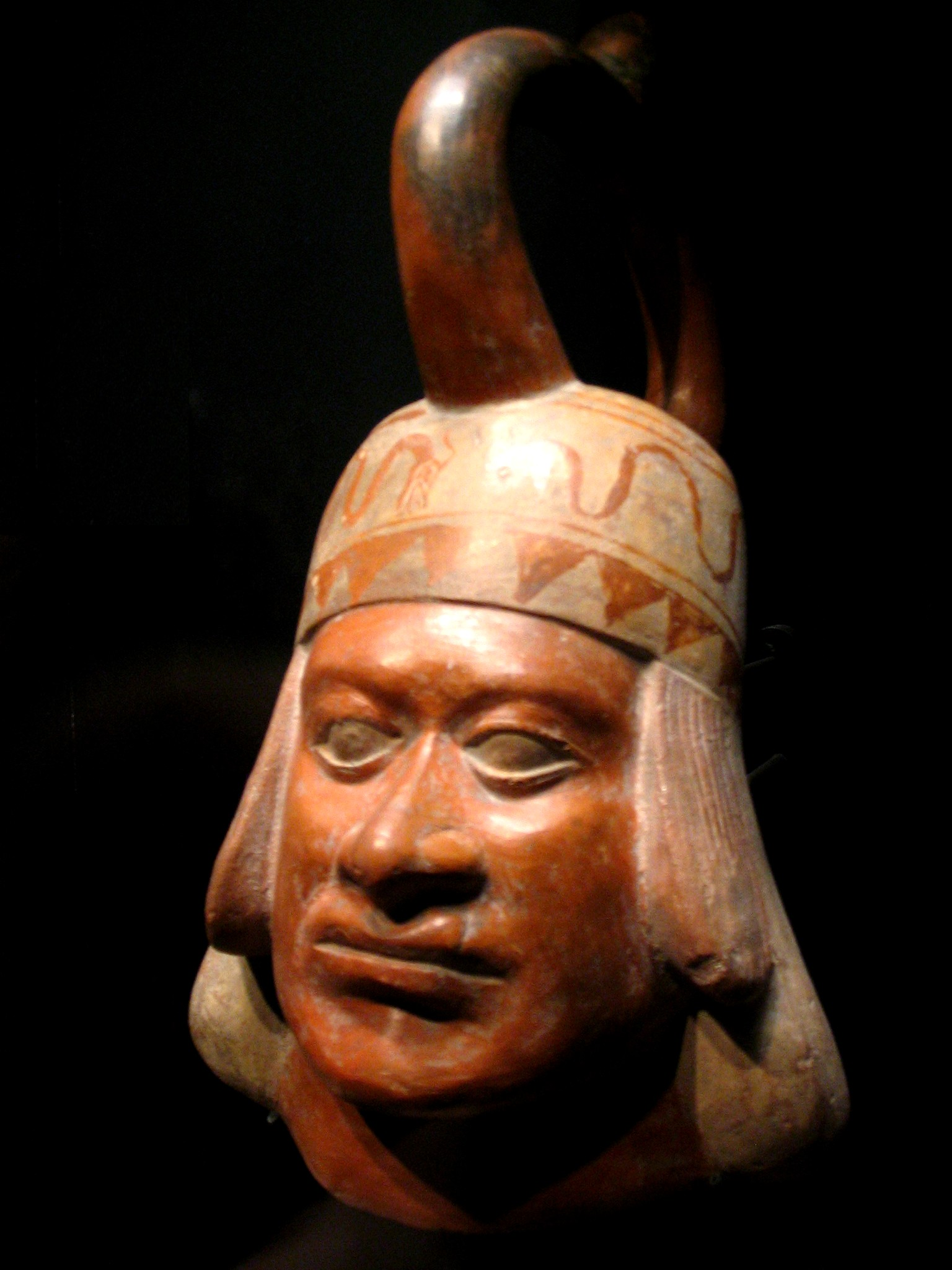
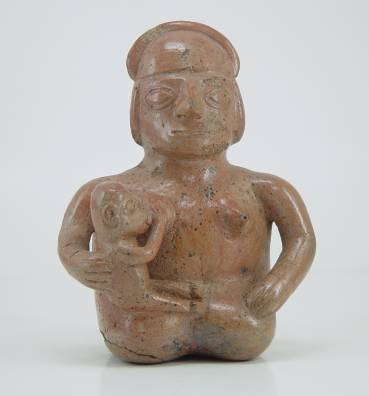
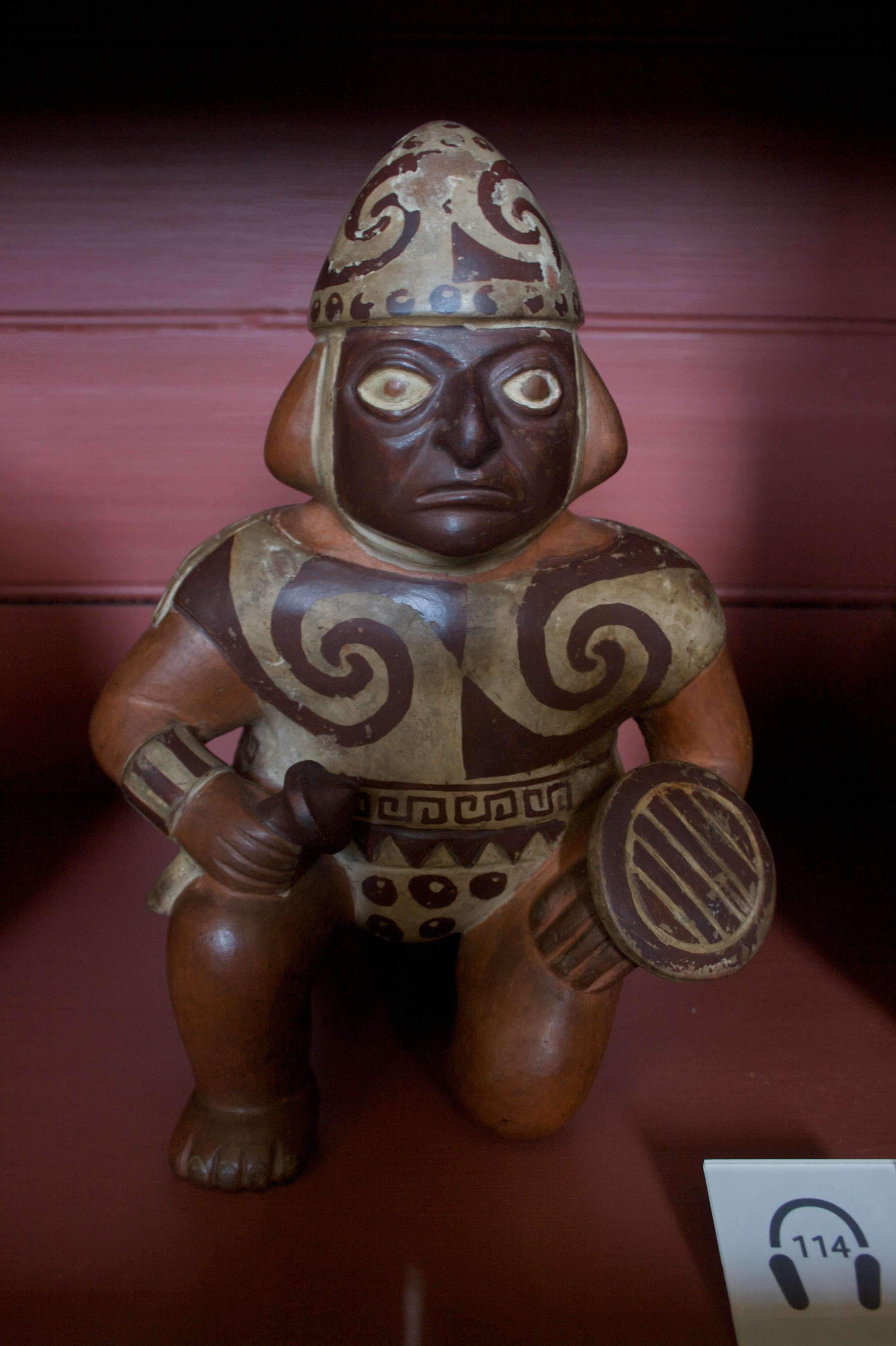
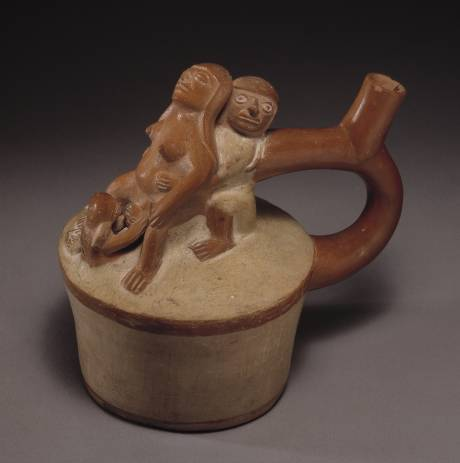
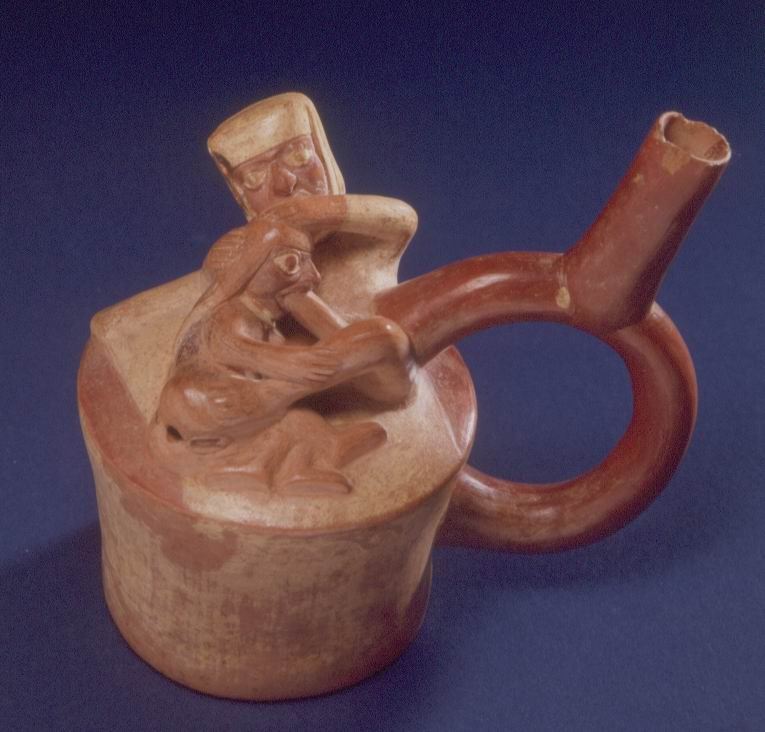
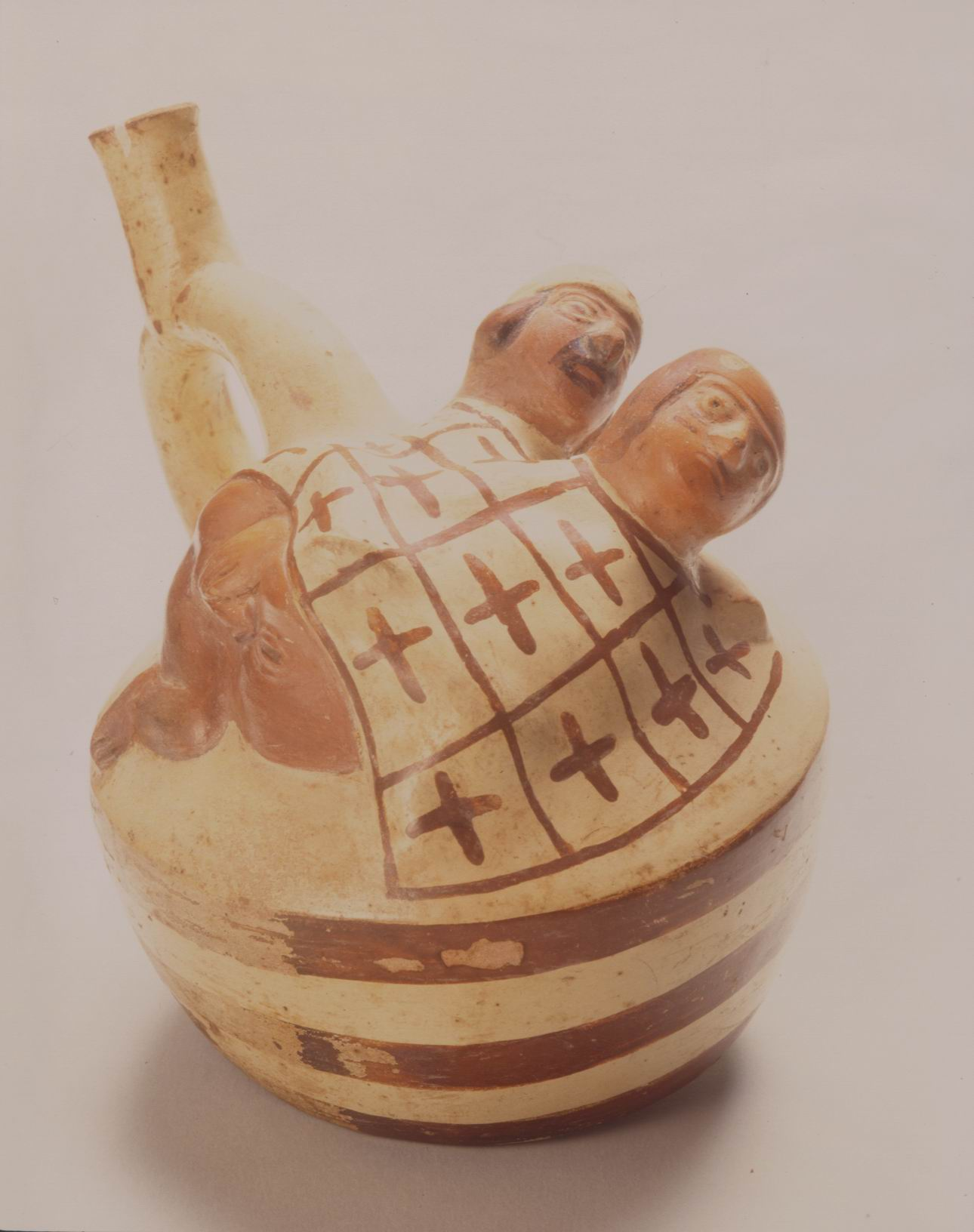
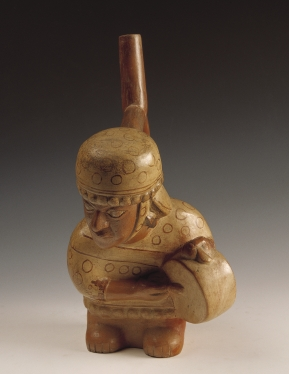
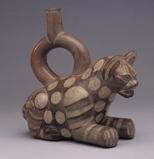
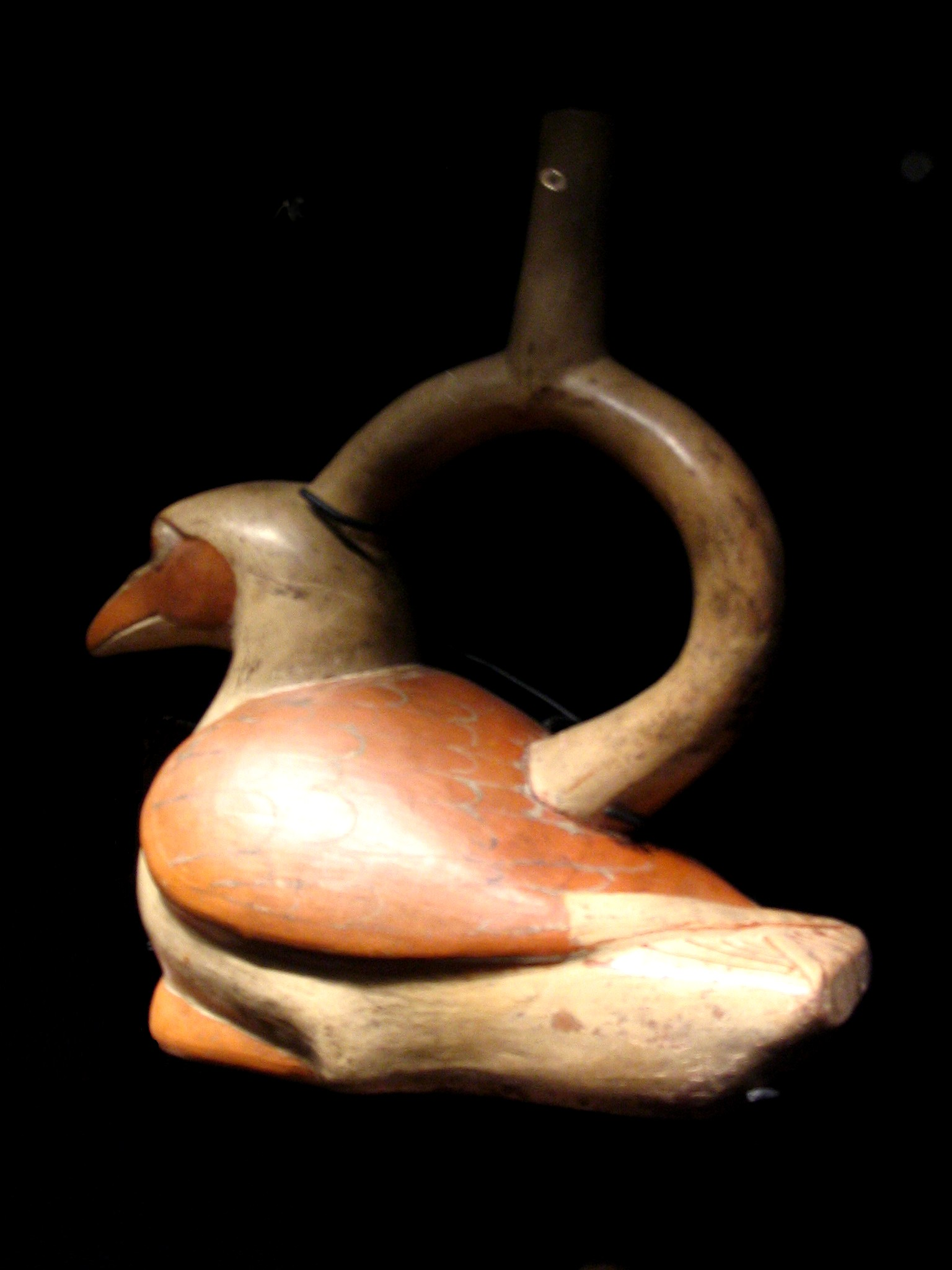
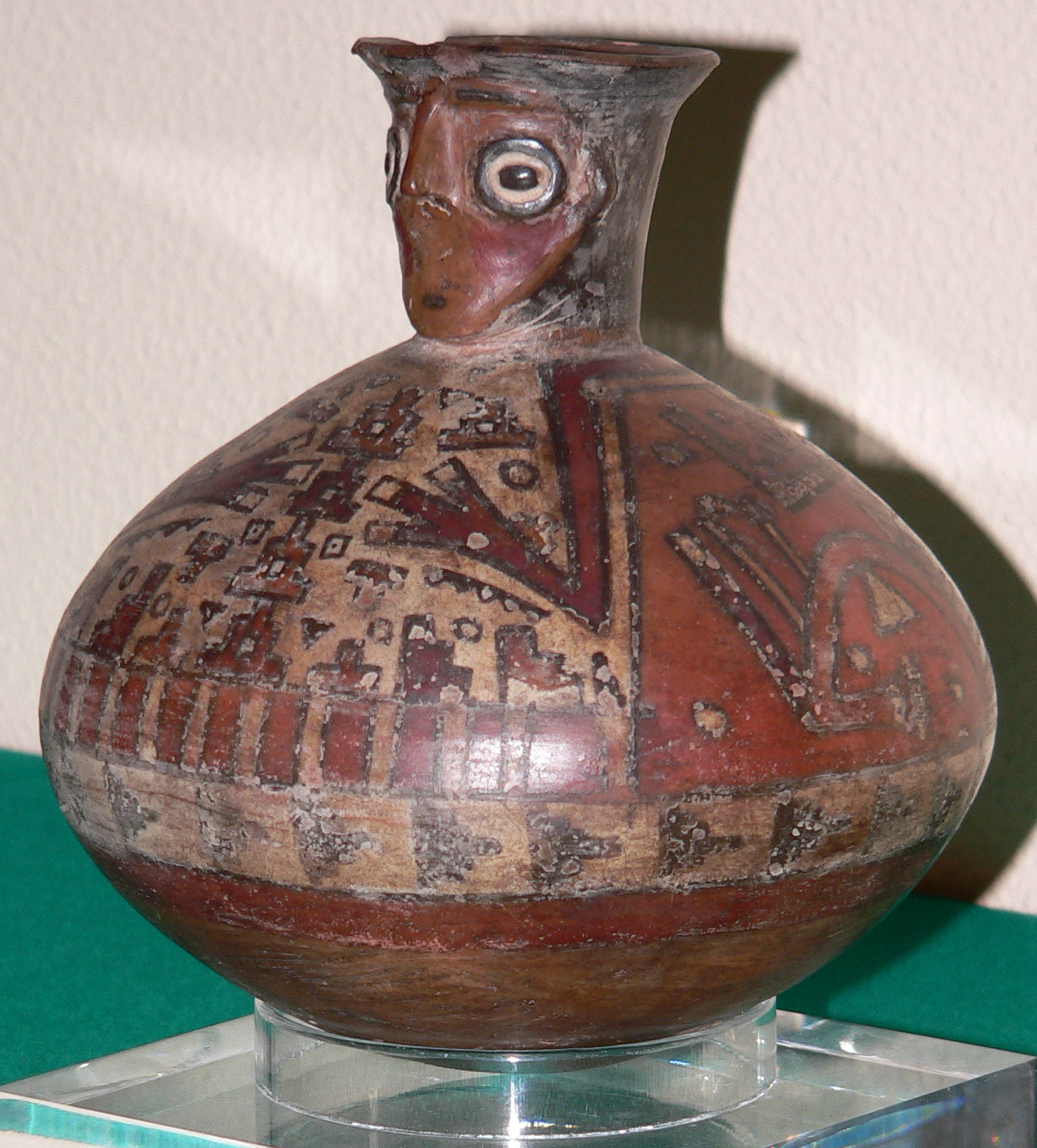
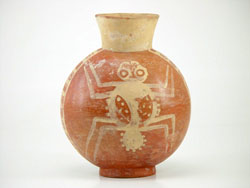
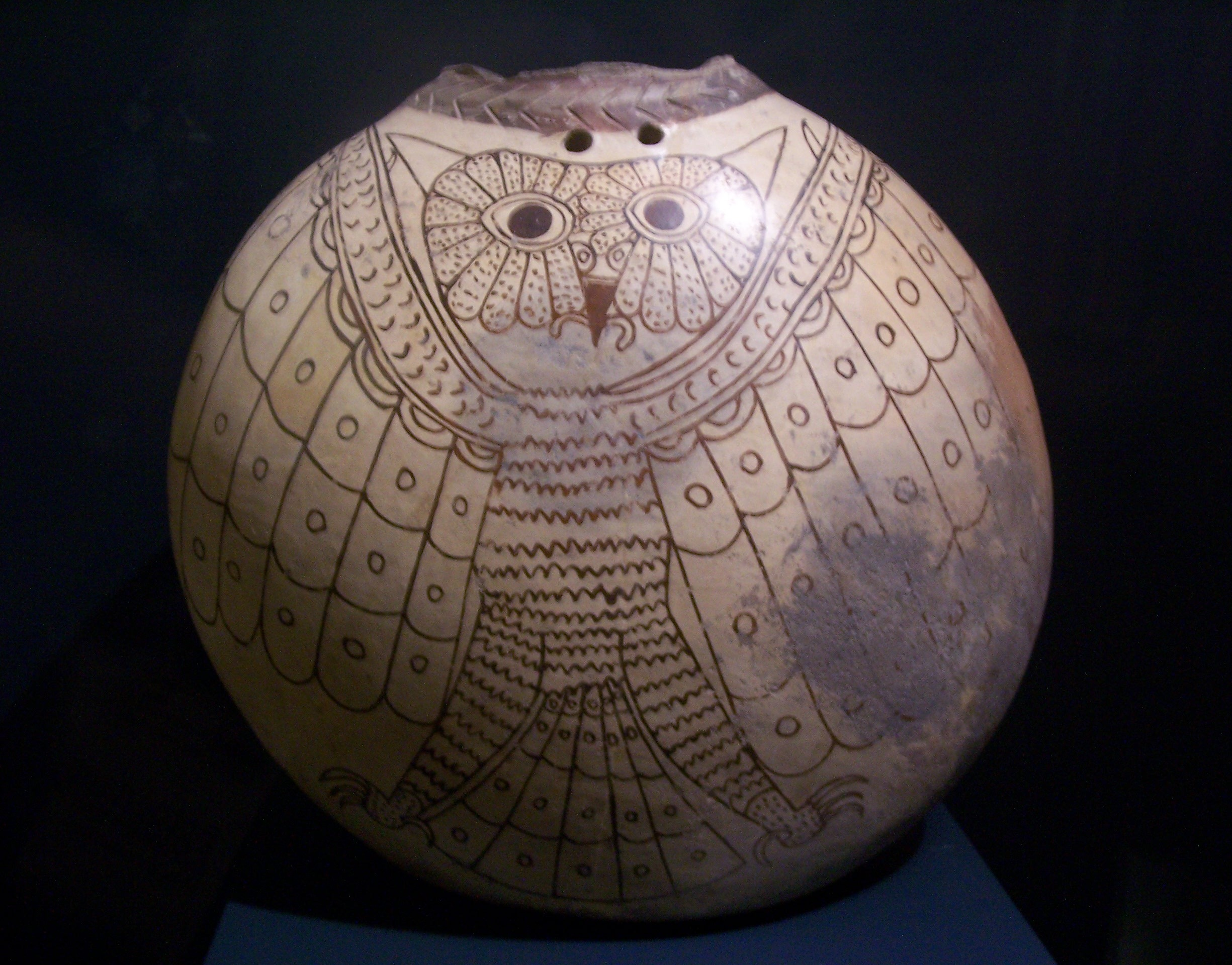
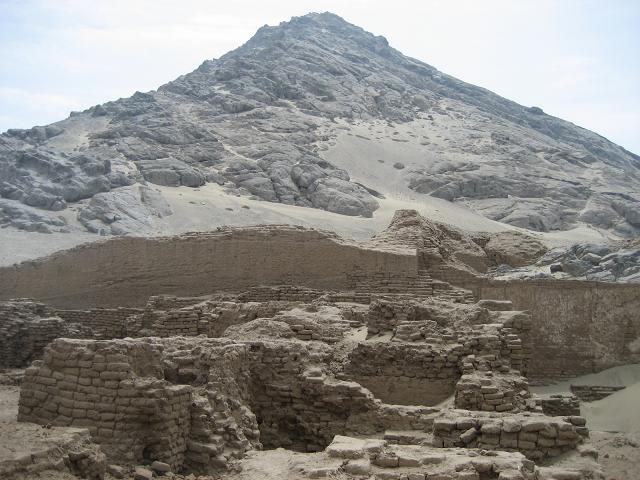
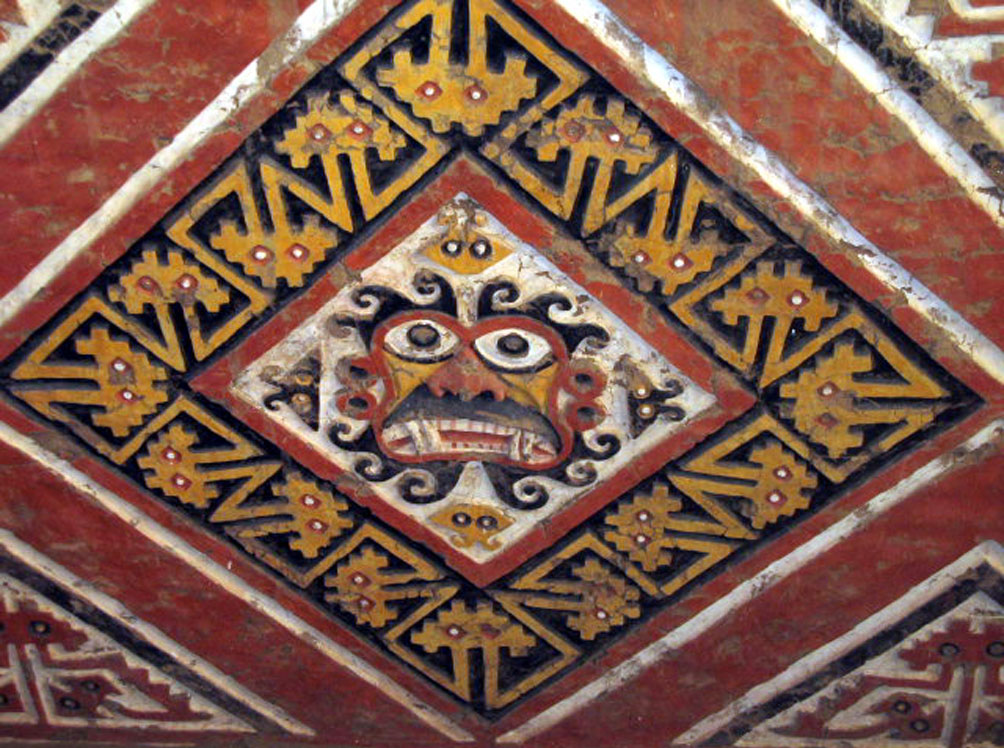
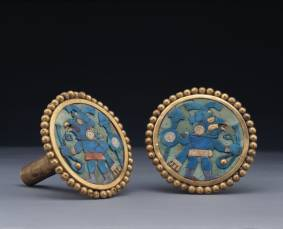
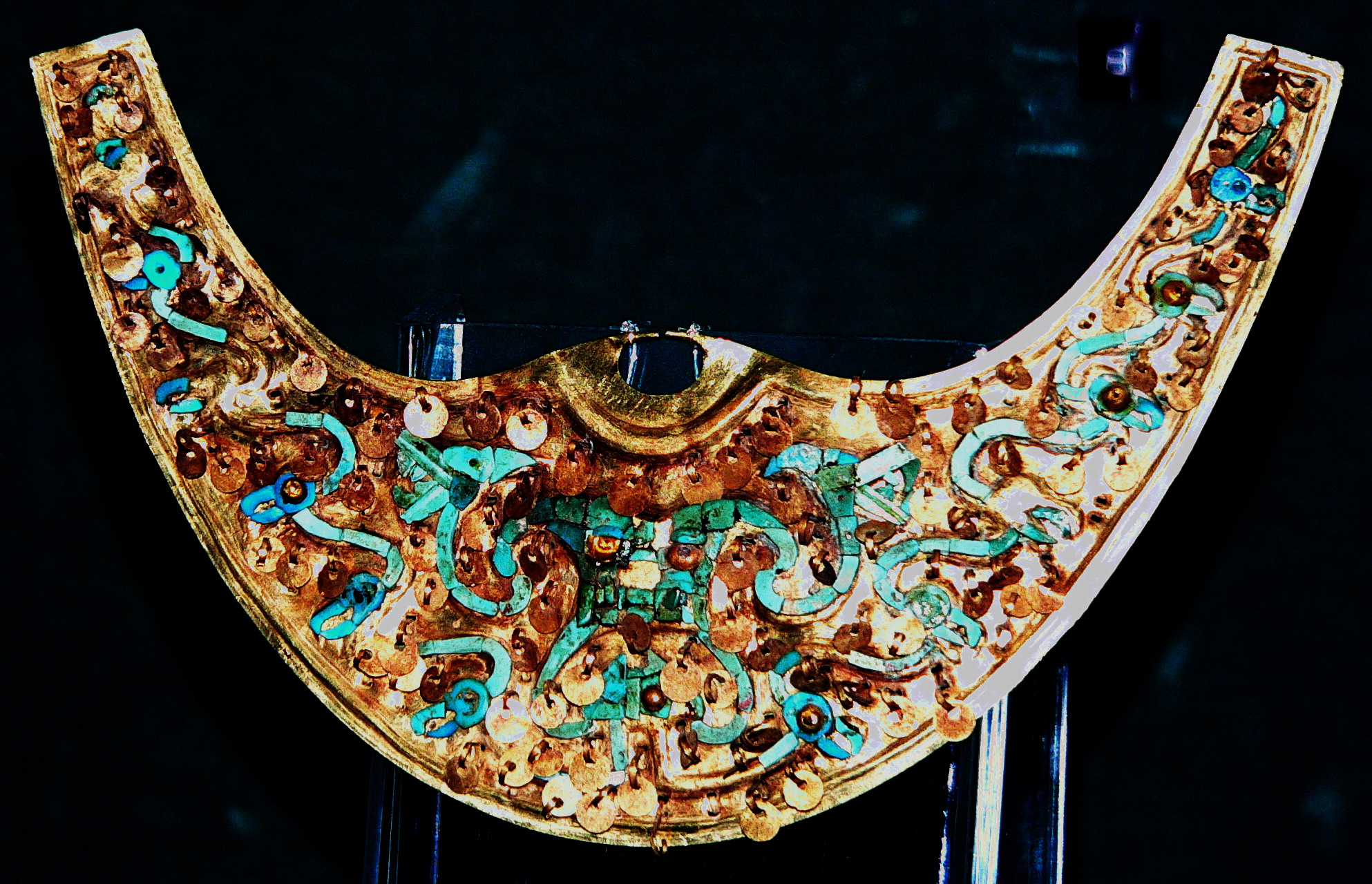
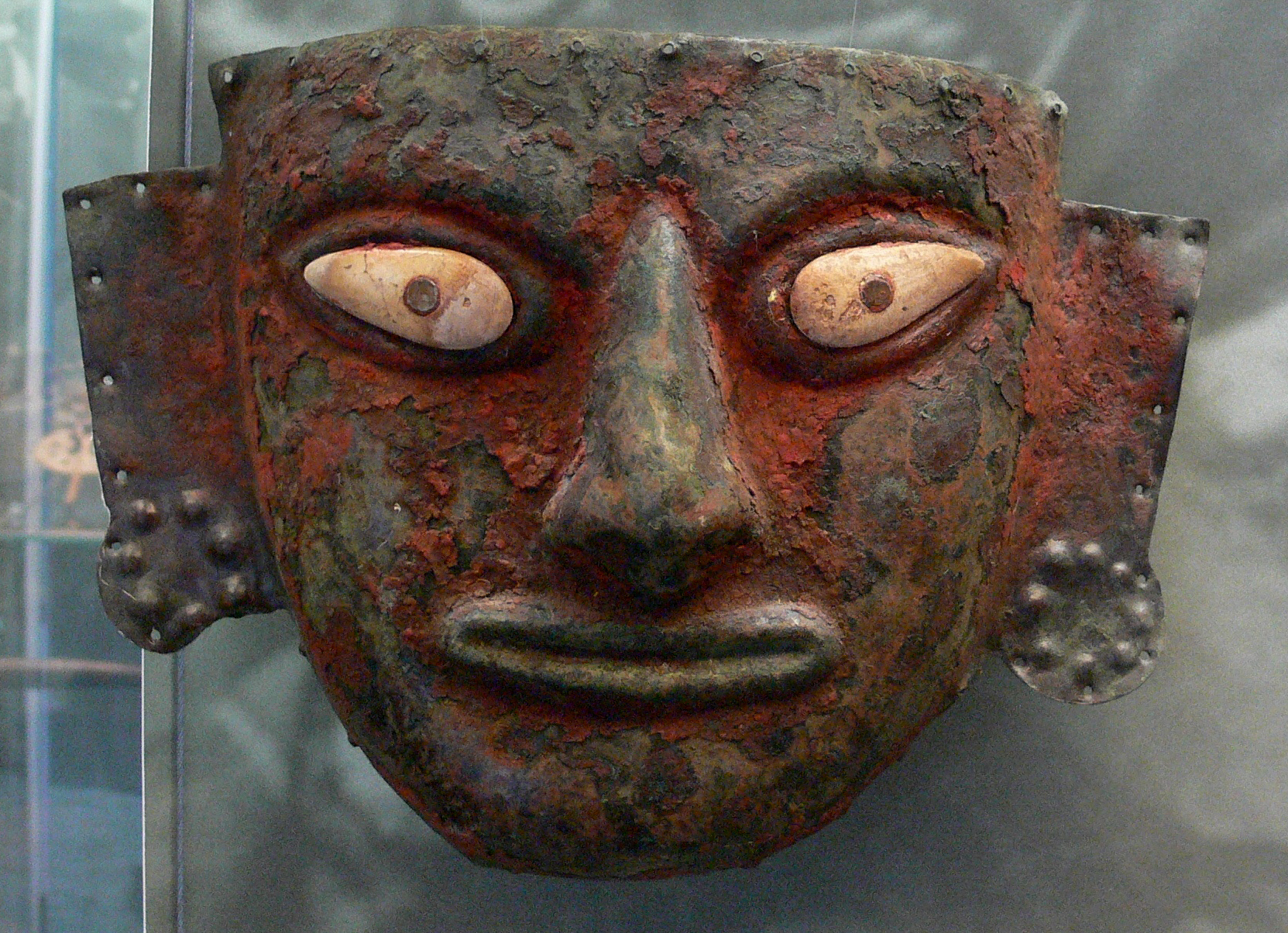
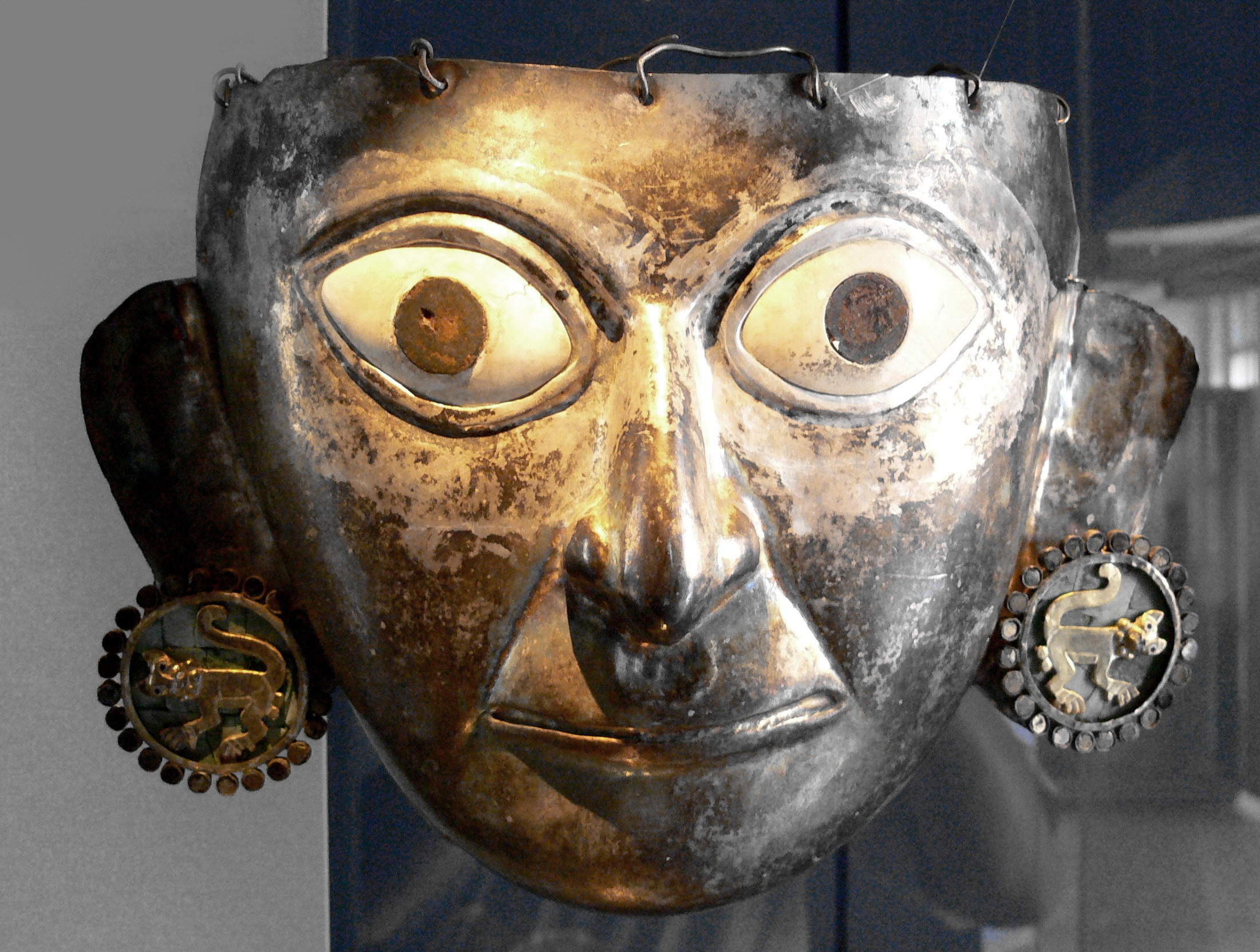
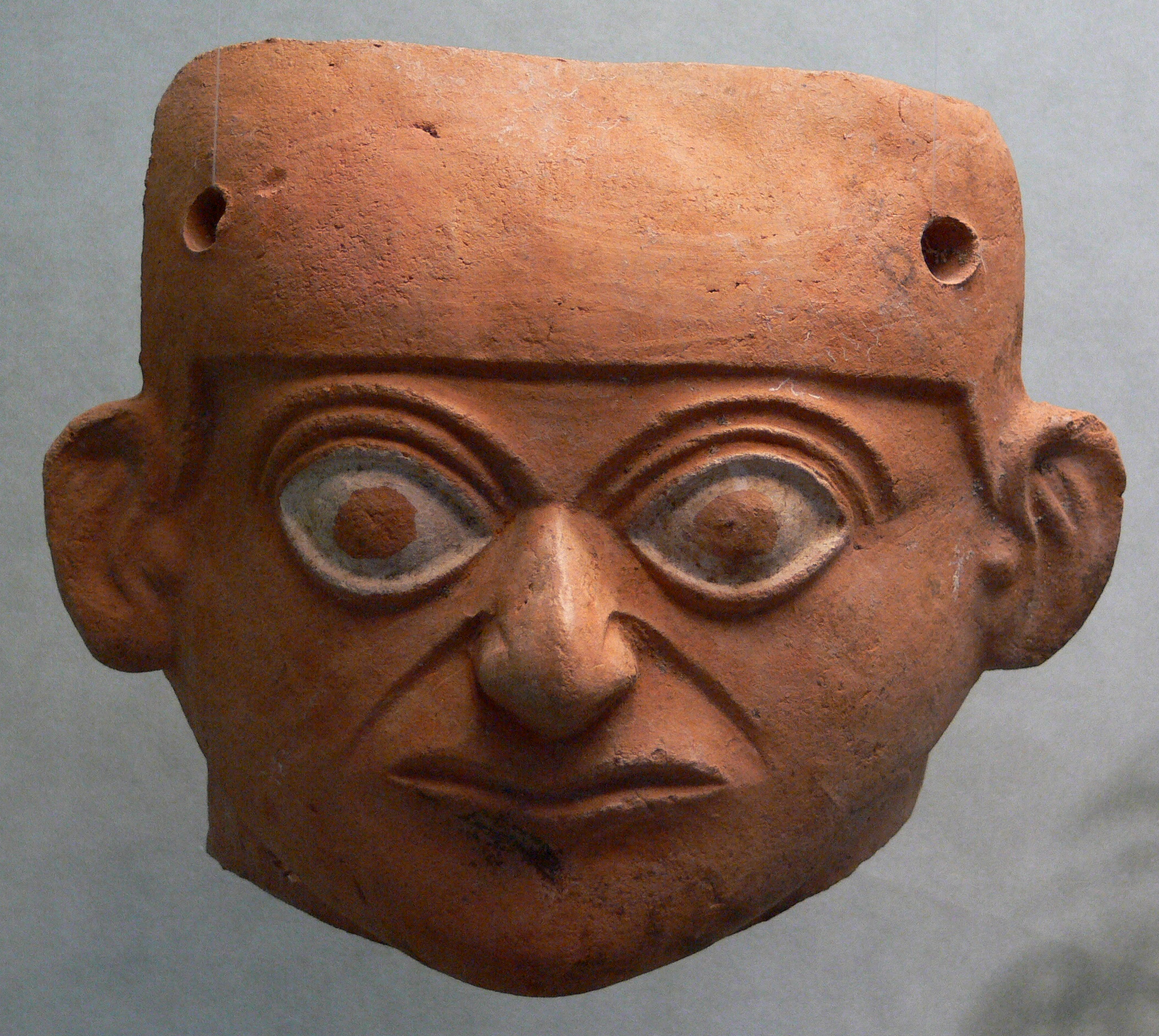
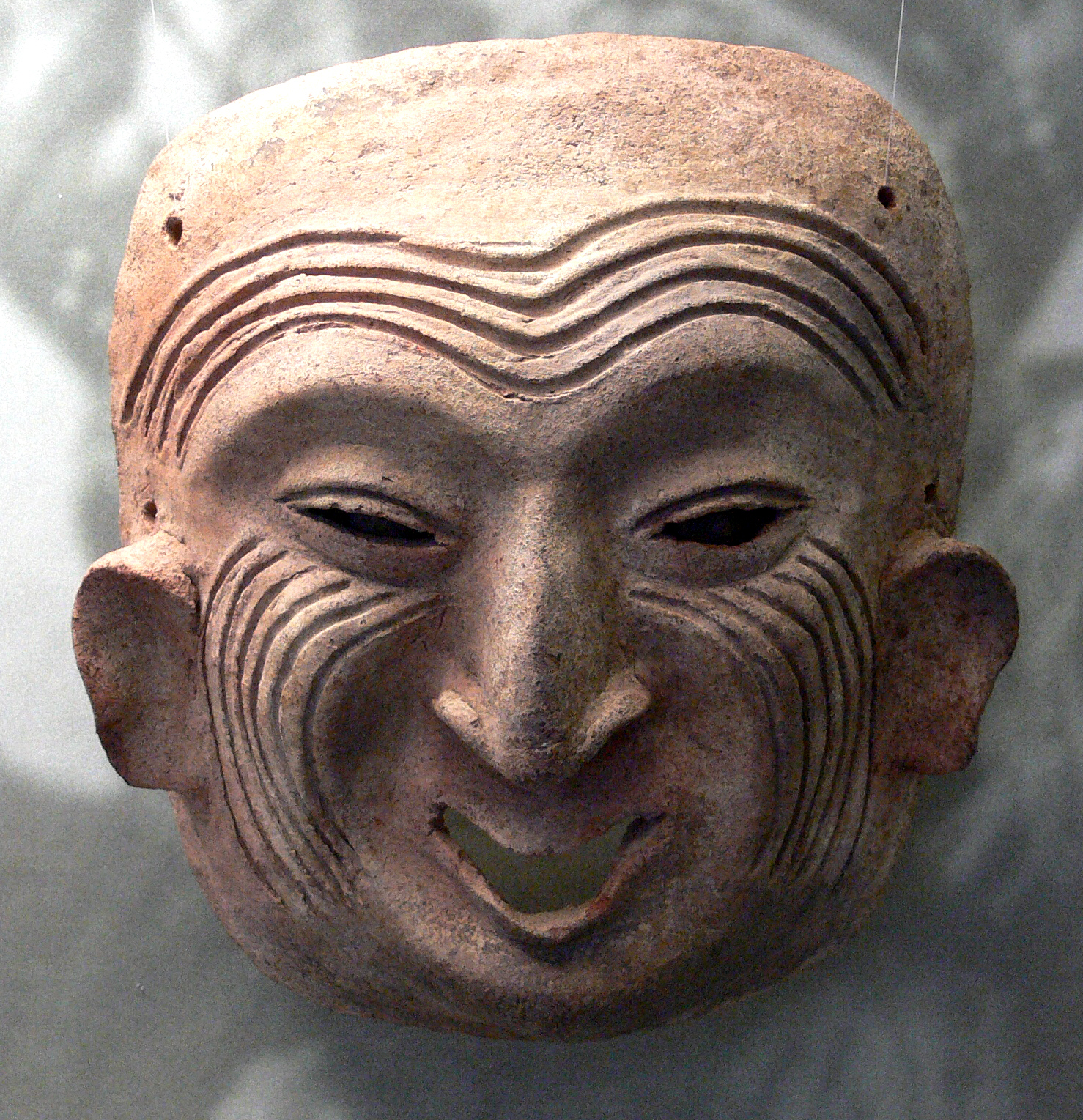

## В современной культуре
- Советский мультфильм «Легенды перуанских индейцев Мочика» (на Youtube, Архивная копия от 29 декабря 2015 на Wayback Machine)